# 聯陽半導體
聯陽半導體股份有限公司（ITE Tech. Inc.），簡稱聯陽（ITE），成立於1996年，總公司設在台灣新竹科學工業園區，是一家Fabless IC設計公司，早期專注於桌上型電腦（PC）及筆記型電腦（NB）控制晶片的開發設計，後來藉由併購擴展產品線，目前產品包括PC/NB控制IC、快閃記憶體（Flash）控制IC、數位電視接收控制IC、多媒體控制IC以及類比IC等。

## 簡史

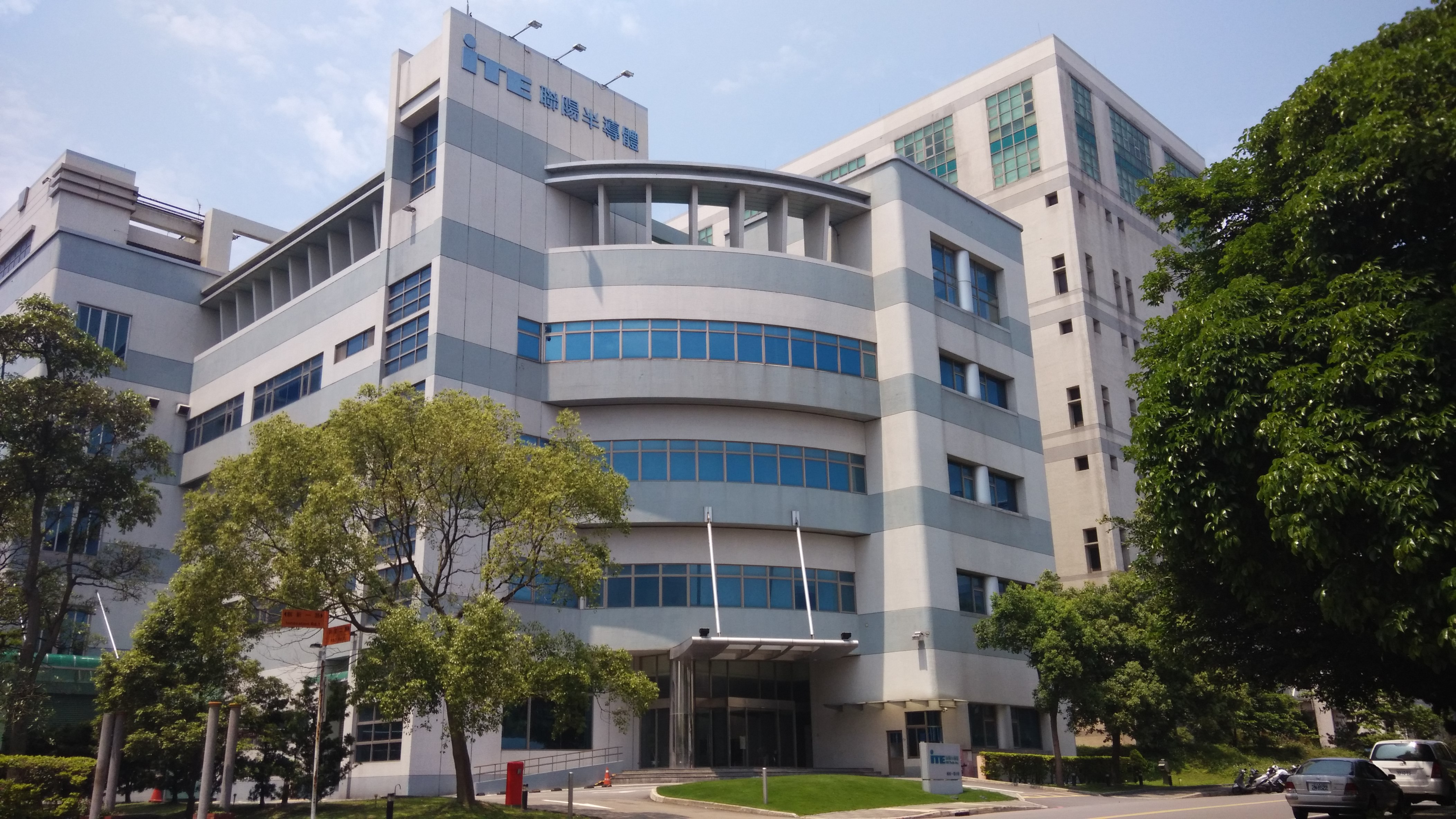
聯陽半導體大樓

聯陽半導體成立於1996年，早期專注於PC和NB的控制晶片開發；而其最有名的產品為I/O控制晶片，也是公司市佔率最高的產品。2002年10月於臺灣證券交易所股票上市。2008年12月，正式合併了同屬聯華電子（聯電）集團的聯盛半導體、繪展科技、晶瀚科技，使得公司擴充了快閃記憶體控制晶片、數位電視接收控制晶片、多媒體控制晶片以及類比晶片等新的產品。

### 大事紀
- 1996年5月：聯陽半導體股份有限公司成立於新竹科學工業園區。
- 2008年12月：合併聯盛半導體[註 1]、繪展科技[註 2]、晶瀚科技。[1]

## 外部連結
- （繁體中文）（简体中文）（英文）聯陽半導體 （页面存档备份，存于）